# 富田近重
富田 近重（とみだ ちかしげ）は、鎌倉時代の武蔵国児玉党（現在の埼玉県本庄市富田出身）の武士。児玉党系富田氏の2代目。通称は太郎。富田氏館（武州）2代館主。
児玉党系富田氏の祖である富田三郎近家の嫡男として、武蔵国児玉郡富田村・富田氏館（現在の西富田堀の内）で生まれたものと考えられる。兄弟は、惟近と六郎兵衛長家。子息は長男に富田小太郎近行がいる。
『吾妻鏡』によると、承久3年（1221年）の承久の乱で、鎌倉幕府（北条泰時）軍についた富田小太郎（近行）が宇治川の合戦で敵を1人討ち取る功績を上げている。また、富田太郎（近重）自身の名も記されている事から承久の乱で幕府軍として参戦し、活躍したものと見られる。この時兄弟の一人である六郎兵衛長家は、朝廷側として戦い討ち死にしている。この他、『吾妻鏡』には、児玉刑部四郎、蛭川刑部三郎などの児玉党武士の名も見られ、活躍した（しかし、この戦で庄三郎忠家が敵によって討ち取られている）。